# Holland FM
Holland FM was een radiozender die vanaf 1992 uitzond op de kabel en middengolf. De zender richtte zich op Nederlandstalig muziek.
Presentatoren op de zender waren onder andere Eddy Becker, Chiel Montagne en Jan van Zanten te horen.
In 1992 werden de uitzendingen via zendschip de Communicator, die in de Trintelhaven bij Lelystad lag, in de ether gebracht.
De zender had een kort bestaan, toen publiek omroep Veronica Omroep Organisatie besloot uit het Publieke bestel te treden kocht het de zender.
Van de ene op de andere dag veranderde de naam op 10 oktober 1994 in Hitradio Holland FM en snel daarna in HitRadio 1224 (naar de AM frequentie).
De bekende DJ's van radio Veronica verhuisden vanaf de datum 1 september 1995 en daarmee kreeg het station zijn nieuwe naam: Hitradio Veronica.